# Календар на православните църковни празници/Март

## Март
Посочени са неподвижните празници от православния календар, които всяка година се случват в един и същи ден.
- 1 март
  - Св. преподобномъченица Евдокия († 126)
  - Св. мъченици Нестор и Тривимий († 250)
  - Св. мъченица Антонина († ок. 305)

- 2 март
  - Св. свещеномъченик Теодот, епископ Киринейски († ок. 326)
  - Св. мъченик Исихий

- 3 март
  - Свв. мъченици Евтропий, Клеоник и Василиск († 303 – 305)

- 4 март
  - Св. мъченици Павел и сестра му Юлиана (ок. 270 – 275)
  - Св. преподобни Герасим Йордански(† 475)
  - Св. преподобни Яков Постник

- 5 март
  - Св. мъченик Конон Исаврийски (I – II)
  - Св. мъченик Конон Градинар († ок. 250)
  - Св. преподобни Марк Постник († ср. V в.)
  - Св. преподобни Исихий Постник († ок. 790)
  - Св. мъченик Йоан Българин († 1784)
  - Св. Николай Велимирович Сръбски (1881 – 1956)

- 6 март
  - Св. преподобномъченик Конон Иконийски († кр. III в.)
  - Св. преподобни Аркадий († ок. 361)
  - Свв. Четиридесет и два мъченици в Амория († ок. 840)

- 7 март
  - Св. Седем свещеномъченици Херсонски – епископи Василий, Ефрем, Капитон, Евгений, Евтерий, Елпидий и Агатодор (ІІІ-IV)
  - Св. преподобни Павел Изповедник († ок. 850)
  - Св. преподобни Емилиан

- 8 март
  - Св. свещеномъченик Теодорит Антиохийски († ок. 362)
  - Св. преподобни Теофилакт Изповедник, епископ Никомидийски († ок. 832)

- 9 март
  - Св. Четиридесет мъченици Севастийски († 320)
  - Св. мъченик Исихий Доростолски
  - Св. преподобна Димитра Киевска (Силистренска) (1810 – 1878)

- 10 март
  - Св. мъченици Кодрат, Саторин, Руфин, Галина и други от Коринт († ок. 250)
  - Св. Кодрат Никомидийски и другите с него († ок. 250)
  - Св. преподобна майка Анастасия, преименувана като Анастасий Скопеца († 567)

- 11 март
  - Св. Софроний Иерусалимски († ок. 638)
  - Св. Св. Софроний Врачански († 1813)
  - Св. свещеномъченик Поний Смирненски

- 12 март
  - Св. Григорий Велики (Двоеслов) († 604)
  - Св. преподобни Теофан Изповедник († ок. 818)
  - Св. преподобни Симеон Нови Богослов († ок. 1020)

- 13 март
  - Св. мъченик Александър Презвитер († 305 – 311)
  - Пренасяне мощите на св. патриарх Никифор Цариградски († 828)

- 14 март
  - Св. преподобни Бенедикт Нурсийски († 543)

- 15 март
  - Св. мъченик Никандър († ок. 302)
  - Св. мъченици Агапий, Публий, Тимолай и други с тях († 303)

- 16 март
  - Св. мъченик Савин Хермополски(† ок. 287)
  - Св. мъченик Папа (Папий) († ок. 300)
  - Св. апостол Аристовул Британски
  - Св. мъченици Трофим и Тал († ок. 300)
  - Св. мъченик Юлиан

- 17 март – Св. преподобни Алексий, човек Божи[2]
- 18 март – Св. Кирил, патриарх Иерусалимски
- 19 март – Св. мъченици Хрисант и Дария. Св. преподобни Тома, патриарх Цариградски
- 20 март – Св. преподобни отци, избити манастира „Св. Сава“ край Иерусалим. Св. мъченица Фотина Самарянка. Св. Седем мъченици девици, за Христа пострадали в Амаса. Св. преподобни Никита, архиепископ Аполониадски
- 21 март – Св. Кирил, епископ Катански (I – II). Св. Тома, архиепископ Константинополски († 610). Св. преподобни Яков Изповедник, епископ (VIII). Св. преподобни Серафим Вирицки († 1949)
- 22 март – Св. свещеномъченик Василий, презвитер Анкирски. Св. преподобни монах Исакий. Св. мъченица Друсила
- 23 март – Св. свещеномъченик Никон и неговите двеста ученици. Св. преподобни мъченик Лука Одрински
- 24 март – Св. преподобни Захария. Св. Артемий, епископ на Селевкия. Св. Артемий, епископ Солунски.
- 25 март – † Свето Благовещение (Всичко на празника на минея) (Вечерня. Утреня. Златоустова литургия) (Вечерта - отдание на празника) (Разрешава се риба)
- 26 март – Събор на св. архангел Гавриил. Св. мъченик Георги Софийски Стари (Преждеосвещена литургия)
- 27 март – Св. мъченица Матрона Солунска
- 28 март – Преп. Мария Египетска. Св. преподобни Иларион Нови. Св. преподобни Стефан Изповедник Чудотворец. Св. мъченик Боян, княз Български. Св. свещеномъченик Георги, епископ Загорски. Св. свещеномъченик Петър, свещеник Мъгленски
- 29 март – Св. преподобни Марк, епископ Аретусийски. Св. мъченик дякон Кирил
- 30 март – Св. преподобни Иоан Лествичник
- 31 март – Св. свещеномъченик Ипатий, епископ Гангърски